# Hermann Alice
Hermann Alice született Cziner Alice (Abafalva, 1895. május 29. – Budapest, 1975. augusztus 16.) magyar pszichoanalitikus, óvodapedagógus, tanító, Hermann Imre felesége.

## Életpályája
Édesapja Cziner Béla (1861–?) sajószentpéteri születésű gazdász, édesanyja Singer Stefánia (1867–1941) volt. Apai nagyszülei Cziner Jakab kereskedő és Kohn Száli, anyai nagyszülei Singer Sámuel magánzó és Turnowsky Hermina (1840–1901) voltak. A budapesti egyetem hallgatójaként 1915-ben pszichológiát, filozófiát és esztétikát tanult, majd 1919-ben gyakornoki helyet kapott Révész Géza kísérleti laboratóriumában, az ő irányításával írta meg bölcsészdoktori értekezését (1921). Témája a würzburgi iskola introspekciós módszerével vizsgált szómegértési élmény volt. Disszertációja egyes részei 1922-ben magyarul, majd 1923-ban németül is megjelentek.
Férjével, Hermann Imrével közös kísérletbe fogtak, amelyben a választás formai sajátosságait kutatták. 1922-ben kötöttek házasságot Budapesten. Az 1920-as évek közepén laborvezetőként dolgozott egy pályaválasztási tanácsadó laboratóriumban, melyet iparos tanoncoknak létesítettek. 1929-ben tanítói oklevelet szerzett. Pszichoanalitikus tevékenységet az 1930-as évektől egészen 1945-ig folytatott. Ezt követően az óvodai nevelés és oktatás lett a fő munkaterülete: lélektani előadásokat tartott a családi és óvodai nevelésről, a Magyar Nők Demokratikus Szövetségéhez tartozó óvodák felügyelőjeként tevékenykedett.
1949 és 1952 között először az óvodaügyek felügyelőjeként, majd főelőadójaként vett részt a Fővárosi Tanács ügyeiben. 1952-től egészen 1956-ig tanárként dolgozott a Bezerédj Amália Óvónőképzőben. Ezzel egy időben megszerezte a pedagógiatanári képesítést. 1957-től a Művelődésügyi Minisztérium tanító- és óvónőképző osztályán főelőadó, célja a felsőfokú óvónőképzés kialakítása. A minisztériumi évek alatt számos óvodapedagógiai és gyermeklélektani tankönyvet és jegyzetet írt, szerkesztett. Ezek mellett cikkei is jelentek meg szép számmal különböző lapokban.
Nyugdíjas éveiben (1962-től) az Országos Pedagógiai Intézet (OPI) munkatársa, részese volt az 1971-es új óvodai program előkészítésének és kidolgozásának. Nyolcvanadik születésnapján az a megtiszteltetés érte, hogy Apáczai-díjjal tüntették ki.

## Jelentősége
„Hermann Alice kiválóan képzett pszichoanalitikus és pedagógus, fontos szerepet vállalt a magyar óvodai program megalkotásában. Az általa teremtett alapok tették lehetővé, hogy a magyar óvodapedagógia magas színvonalat érhessen el és nemzetközi hírnévre tehessen szert...
A II. világháború után nagy szerepe volt a nemzetközi hírű magyar óvodai rendszer létrehozatalában, az óvodai nevelési program kialakításában. Pszichoanalitikusként is tevékenykedett, számos neveléslélektani előadást tartott a családi és az óvodai nevelés kérdéseiről. Megpróbálta a gyermekek természetére és fejlődésére vonatkozó tudását összeegyeztetni az ideológiai nyomással. Sok kortársával szemben ő nem felejtette el, amit a gyermekekről tudott. Bírálta a szigorú fegyelmezést, hangsúlyozta az egyéni bánásmód és a gyermekek óvónők iránti érzelmi kapcsolatának jelentőségét.
Elve volt a gyermeki szabadság biztosítása, kötetlen tevékenységek, foglalkozások szervezése, az ismeretszerzés során a motiváció szerepének kiemelése.”

## Főbb művei
- Életemről és munkámról... – Pedagógiai Szemle (1964)
- Kísérleti vizsgálatok a megértés problémáihoz – Budapest (1922)
- Zur Entwicklungspsychologie des Umgehens mit Gegenständen - Zeitschrift für angewandte Psychologie, XX., Hermann Imrével
- Der Hebelprinzipversuch als Intelligenzprobe – Zeitschrift für angewandte Psychologie, XXVI., Hermann Imrével
- A reklám lélektana – Budapest (1927)
- Az új rendszerű tanítás eredményei (összehasonlító lélektani vizsgálatok) – Budapest (1933), Lénárt Edittel
- Emberré nevelés – Budapest (1947)
- Az óvodai oktatás sajátosságai – Pedagógiai Szemle (1956)
- A gyermek lelki élete magyar írók, művészek, tudósok önéletrajzában – Budapest (1959), Hermann Imrével
- Gyermeklélektani gyakorlatok az óvónőképző intézetek számára – Budapest (1959)
- Óvodás korú gyermekek tájékozottsága a világban – Budapest (1963)
- A munkaerkölcs megalapozásának néhány problémája – Budapest (1964)
- Értelmi elmaradás – értelmi fejlődés az óvodás otthonokban – Budapest (1967)
- Az óvodai oktatás didaktikájához: a motiváció – Pedagógiai Szemle (1970)
- Early child care in Hungary – International Monograph Series on Early Child Care, Vol. 1., New York (1972), Komlósi Sándorral.
- Környezetismereti feladatlapok – Útmutató a környezetismereti feladatlapok felhasználásához óvónők számára – Budapest (1976)
- A gyermekben érlelődik a jövő. Válogatott írások (válogatta és összeállította V. Binét Ágnes – Budapest (1979)
- Emberré nevelés; 2. felújított kiad.; Tankönyvkiadó, Bp., 1982 (Pszichológia nevelőknek)

## Díjak, elismerések
- Apáczai Csere János-díj (1975, május)